# Larinia emertoni
Larinia emertoni là một loài nhện trong họ Araneidae.
Loài này thuộc chi Larinia. Larinia emertoni được Pawan U. Gajbe & Pawan U. Gajbe miêu tả năm 2004.